# Hyles ziczac
Hyles ziczac är en fjärilsart som beskrevs av Fritsch. 1912. Hyles ziczac ingår i släktet Hyles och familjen svärmare. Inga underarter finns listade i Catalogue of Life.